# Olenelloidea
Los oleneloideos (Olenelloidea) son una superfamilia de trilobites del orden Redlichiida. Vivieron durante el Cámbrico Inferior.

## Morfología
El céfalon posee una glabela en forma cóncava. El lóbulo ocular conecta sólo con la parte posterolateral del lóbulo glabelar anterior, el cual suele ser ancho.
Tanto el tórax como el pigidio tienen las características propias del suborden Olenellina, un tórax espinado y un pigidio con escasos segmentos.